# 무등양말
무등양말(혹은 MDC무등양말)는 1935년 5월 설립을 하였고. 본사는 광주광역시에 위치하였음.